# Matthew Brittain
Matthew Brittain (Johannesburg, 5 maggio 1987) è un canottiere sudafricano, vincitore della medaglia d'oro nell'4 senza pesi leggeri a Londra 2012.

## Palmarès
- Giochi olimpici

Londra 2012: oro nel 4 senza pesi leggeri.